# Логойське князівство
Логойське князівство — удільне руське князівство Полоцької землі з центром у місті Логойськ, яке в середині ХІІ століття виділилось з Ізяславського князівства. Точні межі Логойського князівства невідомі.
У першій третині ХІІ Логойськ ймовірно входив до Ізяславського князівства, яким правив князь Давид Всеславич. Вже у другій половині ХІІ ст. Логойське князівство згадується як окремий уділ, однак звістки Іпатіївського літопису про нього уривчасті, що не дозволяє досконало відтворити політичну історію уділу.
У 1180 оці згадується Логойський князь Всеслав Микулич, союзник полоцько-вітебських князів. 1186 року, згідно Лаврентіївського літопису тут уже правив князь Василько Володаревич, який разом з смолянами та новгородцями виступив проти Полоцька. Після 1186 р. і до XIV ст. звісток про Логойське князівство більше немає.
У першій половині XIV Логойськ був прилучений до Великого князівства Литовського. У 1387 переданий великим князем литовським Ягайлом у володіння своєму братові і наміснику у Великому князівстві, Скиргайлу. Після 1392 року повернувся до великокнязівського домену Вітовта, який почав роздавати помістя на території волості своїм васалам.
Пізніше від князівства залишилась невелика частка з Логойськом і Гайною яка в середині XV ст., належала київському князю Олельку Володимировичу, а з 1455 року — його братові, Андрію. Після смерті Андрія у 1457 році Гайна залишилась за його нащадками, а Логойськ був переданий князям Чорторийським.

## Князі
- Микула Володаревич(?) 1-ша пол. ХІІ ст.
- Всеслав Микулич до 1180 — до 1186
- Василько Володаревич до 1186 — бл. 1222